# Comisión Islámica de España
La Comisión Islámica de España es el órgano representativo de las comunidades religiosas islámicas ante la Administración para la firma del acuerdo de cooperación con el Estado español aprobado en Ley 26/1992, y su posterior seguimiento.
La Comisión Islámica de España se reúne periódicamente con representantes de la Administración en la Comisión Mixta Paritaria; además de las comunicaciones coyunturales con representantes gubernamentales sobre iniciativas legislativas, y con la Dirección General de Relaciones con las Confesiones del Ministerio de Justicia.

## Resumen histórico
En 1967 se promulga en España la primera ley que permite a los musulmanes organizarse, tras un paréntesis de siglos, bajo la forma de asociaciones confesionales, constituyéndose, de ámbito nacional, la Asociación Musulmana de España (AME).
Anteriormente se habían puesto en marcha una serie de mezquitas de barrio en Ceuta y Melilla, aun sin marco jurídico, y en Barcelona, Granada, Madrid, Valencia o Zaragoza, bajo la forma de centros culturales y asociaciones estudiantiles locales habiéndose creado la Unión Estudiantil Musulmana de España, de ámbito nacional.
Tras la Constitución de 1978 se promulga en 1980 la Ley Orgánica de Libertad Religiosa, y en su marco se constituyen comunidades religiosas locales, así como la Unión de Comunidades Islámicas de España (UCIDE), y la Federación Española de Entidades Religiosas Islámicas (FEERI), procediendo ambas a constituir conjuntamente la Comisión Islámica de España (CIE); la UCIDE se integra en el Consejo Musulmán de Cooperación en Europa (CMCE), órgano representativo ante la Unión Europea.
Desde su creación contaba con dos secretarios generales. En 2014 se reforma la representación para contar con un presidente y una comisión permanente de veinticinco miembros.
Para la formación de imames, rectores, asistentes y profesores, cuentan con convenios con la Universidad de Zaragoza y la Universidad de Extremadura.

## Estructura
Los órganos rectores de la CIE son la Comisión Permanente y la Junta Directiva.
La Comisión Permanente se forma con veinticinco miembros, proporcionalmente a las comunidades religiosas representadas.

### Presidentes
- Dr. Riay Tatary (hasta 2020), comendador de la Orden del Mérito Civil, también presidente de la UCIDE y vicepresidente del CMCE. En marzo de 2020 fue ingresado junto a su esposa en el hospital de la Paz a causa de la COVID-19; falleció dos semanas después, el 6 de abril, a los setenta y dos años.[10][11][12]
- Dr. Aiman Adlbi (desde 2020), imam y profesor.[13] Reelegido por la Comisión Permanente el 13 de julio de 2024.[14]